# 스윈던 타운 FC
스윈던 타운 풋볼 클럽(영어: Swindon Town Football Club)은 윌트셔주 스윈던을 연고로 하는 잉글랜드의 축구 클럽이다.
1894년 프로 구단으로 전환한 이후로 성공적인 시절을 보냈다. 특히 1968년부터 1970년 사이에 가장 눈에 띄는 성적을 보여주었다. 1969년에 아스널을 이기고 풋볼 리그 컵 정상에 올랐고, 1968-69 시즌에 풋볼 리그 2부로 승격하기도 하였다. 풋볼 리그 컵의 우승으로 스윈던 타운은 최초로 유럽 대항전에 출전할 수 있었지만 당시에 3부 리그 소속이었기 때문에 자격 미달로 참가하지 못하였다. 그에 대한 보상으로 1969년과 1970년 앵글로-이탈리안 리그컵에 출전하였고, 두 대회 모두 우승을 차지하였다. 우승을 이끈 핵심 선수는 재능있는 윙어 돈 로저스였는데 2007-08 시즌 후에 남쪽 스탠드를 그의 이름을 따 부르기 시작하였다. 흔히 첼시와 비슷하게 생긴 유니폼과 스폰서가 삼성이라 첼시와 비슷해 붉은 첼시로 많이 불린다.

## 선수 명단

### 현역
참고: FIFA 자격 규정에 따라 소속된 국가대표팀 국기를 표시합니다. 선수는 복수의 FIFA 비회원국 국적을 가지고 있을 수 있습니다.
| 번호 | 포지션 | 국적   | 이름        |
| ---- | ------ | ------ | ----------- |
| 7    | MF     | 웨일스 | 조엘 코테릴 |
| 9    | FW     |        | 파울 글라첼 |

| 번호 | 포지션 | 국적             | 이름            |
| ---- | ------ | ---------------- | --------------- |
| 20   | DF     | 자메이카         | 미구엘 프레클턴 |
| 21   | FW     | 콩고 민주 공화국 | 카봉고 치망가   |

## 역대 감독
| 감독                | 임기        |
| ------------------- | ----------- |
| 오스발도 아르딜레스 | 1989 ~ 1991 |
| 글렌 호들           | 1991 ~ 1993 |
| 파올로 디 카니오    | 2011 ~ 2013 |